# Elecciones legislativas de Francia de 1958
Las elecciones legislativas en Francia de la primera legislatura de la Quinta República se desarrollaron los días 23 y 30 de noviembre de 1958. Se eligieron 579 escaños, de los que tres quedaron vacantes.

## Resultados
| Partidos y Coaliciones | Partidos y Coaliciones                                                                       | Partidos y Coaliciones | Primera Vuelta | Primera Vuelta | Segunda Vuelta | Segunda Vuelta | Escaños |
| Partidos y Coaliciones | Partidos y Coaliciones                                                                       | Partidos y Coaliciones | Votos          | %              | Votos          | %              | Escaños |
| ---------------------- | -------------------------------------------------------------------------------------------- | ---------------------- | -------------- | -------------- | -------------- | -------------- | ------- |
|                        | Unión para la Nueva República (Union pour la nouvelle République)                            | UNR                    | 3.603.958      | 17.60          | 5.249.746      | 28.20          | 189     |
|                        | Sección Francesa de la Internacional Obrera (Section française de l'Internationale ouvrière) | SFIO                   | 3.167.354      | 15.50          | 2.574.606      | 13.80          | 40      |
|                        | Centro Nacional de Independientes y Campesinos (Centre national des indépendants et paysans) | CNIP                   | 2.815.176      | 13.70          | 2.869.173      | 15.40          | 132     |
|                        | Otros partidos de derecha                                                                    | DVD                    | 2.445.751      | 11.90          | 1.365.877      | 7.30           | 81      |
|                        | Movimiento Republicano Popular (Mouvement républicain populaire)                             | MRP                    | 1.858.380      | 9.10           | 1.370.246      | 7.40           | 57      |
|                        | Partido Radical (Parti radical) y aliados                                                    | Rad                    | 1.700.070      | 8.30           | 1.059.301      | 5.60           | 35      |
|                        | Partido Comunista Francés (Parti communiste français)                                        | PCF                    | 3.882.204      | 18.90          | 3.833.418      | 20.60          | 10      |
|                        | Extrema derecha                                                                              |                        | 669.518        | 3.30           | 172.361        | 0.90           | -       |
|                        | Unión de Fuerzas Democráticas (Union des forces démocratiques)                               | UFD                    | 347.298        | 1.70           | 146.016        | 0.7            | 2       |
|                        | Total                                                                                        |                        | 20.341.908     | 100.00         | 18.640.774     | 100.00         | 546     |
|                        | Abstención: 22.90% (Primera Vuelta), 29.30% (Segunda Vuelta)                                 |                        |                |                |                |                |         |

## Composición de la Asamblea Nacional
I - Grupos políticos :
| Grupo      | Miembros | Relacionados | Total | %     |
| ---------- | -------- | ------------ | ----- | ----- |
| UNR        | 199      | 7            | 206   | 35,58 |
| IPAS       | 107      | 10           | 117   | 20,21 |
| RPCD       | 49       | 15           | 64    | 11,05 |
| Socialista | 43       | 4            | 47    | 08,11 |

II - Formaciones administrativas :
| Grupo | Miembros | Relacionados | Total | %     |
| ----- | -------- | ------------ | ----- | ----- |
| FAEAS | 66       | 0            | 66    | 11,40 |
| FANI  | 40       | 0            | 40    | 06,91 |

| Conjuntos                   | Miembros | %     |
| --------------------------- | -------- | ----- |
| Grupos políticos            | 434      | 74,96 |
| Formaciones administrativas | 106      | 18,31 |
| No Inscritos                | 36       | 06,22 |
| Total                       | 579      | 100   |

Mayoría: UNR + IPAS + FAEAS.
*UNR : Unión para la Nueva República
*IPAS : Centro Nacional de Independientes y Campesinos (Indépendants et Paysans d'Action Sociale)
*RPCD : Republicanos Populares y de Centro Democrático
*FAEAS : Formación Administrativa de Electos de Argelia y del Sahara
*FANI : Formación Administrativa de No Inscritos